# ジョン・グラッドストン (初代准男爵)
初代准男爵サー・ジョン・グラッドストン（英語: Sir John Gladstone, 1st Baronet, FRSE、1764年12月11日 - 1851年12月7日）は、イギリスの政治家、貿易商、黒人奴隷農場主。
首相ウィリアム・グラッドストンの父にあたる。

## 経歴
1764年12月11日、穀物商トマス・グラッドストンス（Thomas Gladstones）とその妻ヘレン（旧姓ネイルソン）の長男としてスコットランド・ミッドロージアン・リーチで生まれる。
若年の頃から父の事業を手伝い、それによって一定の蓄財をすると、イングランド・リヴァプールへ移住して友人たちとともに穀物貿易の商会を創設した。友人たちとの共同事業期間が満了すると、以降は単独事業を行った。
1792年以降、イギリスはフランスと二十数年に渡る戦争に突入したが（フランス革命戦争、ナポレオン戦争）、これによって貿易は賭博的事業となり、貿易商は極端に成功する者と極端に失敗する者の二極分化した。グラッドストンスは成功者の側に入った。
彼ははじめは東インドでの貿易を主としていたが、後には西インド貿易にも手を伸ばした。また西インド、英領ギアナ、英領ジャマイカなどにおいて広大なサツマイモ耕地、コーヒー耕地を所有した。イギリス本国においては奴隷貿易は1807年に禁止されたが、大英帝国植民地においては奴隷貿易は未だ合法であり、グラッドストンスも大量の黒人奴隷を自身の農地で酷使した。1823年にはギアナでイギリス農場主の支配に抵抗する黒人奴隷の一揆が発生したが、その一揆の中心地はグラッドストンス所有の農場だった。
やがてリヴァプールでも最大の名士の一人となり、1818年から1820年にかけてランカスター選挙区、1820年から1826年にかけてウッドストック選挙区、1826年から1827年にかけてはベリック・アポン・ツイード選挙区から選出され、庶民院議員も務めた。
グラッドストンスはもともと非国教徒の長老派であり、支持政党は自由主義政党ホイッグ党だったが、後に国教会の福音派（比較的長老派と教義が近い）に改宗するとともに、党派も保守政党トーリー党になった。だがトーリー党内では自由主義派に属しており、カトリックが公職に就くことを認める改革や商業における規制を撤廃する改革を目指すジョージ・カニングを支持し、カニングのリヴァプール選挙区での選挙活動を支援していた。しかし政治家としては批評に上るほどの人物ではなく、議員辞職後には政界から退いた。
1835年には姓の最後の"s"が語呂が悪いと感じて、勅許を得てグラッドストン（Gladstone）に改名している。
1846年7月18日に准男爵の称号を与えられた。1851年12月7日、87歳の誕生日を目前にして死去した。

## 栄典
1846年7月18日に以下の準男爵位に叙せられた。
- (キンカーディン州におけるファスク＝バルフォアの)初代準男爵 (1st Baronet "of Fasque and Balfour in the County of Kincardine")
(勅許状による連合王国準男爵位)

## 家族
1791年にジェーン・ホールと結婚したが、子供の出来ないまま1798年に死別した。ついで1800年にアン・マッケンジー・ロバートソンと再婚し、彼女との間に以下の5子を儲ける。
- 第1子（長女）アン・マッケンジー・グラッドストン（1802-1829）
- 第2子（長男）サー・トマス・グラッドストン（英語版）（1804-1889）- 第2代准男爵を継承
- 第3子（次男）ロバートソン・グラッドストン（英語版）（1805-1875）
- 第4子（三男）ジョン・ネイルソン・グラッドストン（英語版）（1807-1863）
- 第5子（四男）ウィリアム・エワート・グラッドストン（1809-1898）- 英国首相
- 第6子（次女）ヘレン・ジェーン・グラッドストン（1814-1880）

グラッドストンは資本主義の競争に勝ち抜いた中産階級に典型的な合理主義者・経験主義者であったため、子供たちに対し、どんな些細なことでも慣れ合いで決めずに自由な討論をもって決するよう教育したという。後に首相となる四男ウィリアムは父のその教育方針のおかげで議論好きになったという。